# Nicolaj Jørgensen (fodboldspiller, født 1998)
 Ikke at forveksle med Nicolai Jørgensen.
Nicolaj Jørgensen (født 30. januar 1998 i Als) er en dansk fodboldspiller, der spiller for Vejgaard Boldspilklub.

## Klubkarriere
Nicolaj Jørgensen skiftede til AaB som U/13-spiller. Han var en del af U/19-truppen i AaB, men har også fungeret som reserve ved Superligakampe. Han var førstereserve for Nicolai Larsen i slutningen af 2016-17-sæsonen, efter at Ivan Lucic forlod klubben.
Efter kontraktudløb med AaB ved udgangen af juni blev det den 6. juli 2017 offentliggjort, at Jørgensen skiftede til Hobro IK på en fri transfer sammen med holdkammeraten i AaB Sebastian Grønning. Han skrev under på en etårig kontrakt. Han stoppede ved kontratens udløb i slutningen af juni 2018 i Hobro IK.
Han trænede efterfølgende i sommeren 2018 med i den nyoprykkede amatør-2. divisionsklub Vejgaard Boldspilklub samtidigt med den tidligere Hobro IK-spiller Honore Kalala. Cheftræner i Vejgaard Boldspilklub, Christian Flindt Bjerg, betegnede det dog ikke som specielt sandsynligt, at Jørgensen skiftede til Vejgaard Boldspilklub, og han mest træende med for at holde sig i gang, da han søgte en kontrakt. Det endte dog alligevel med, at han skiftede til den nyoprykkede divisionsklub.

## Landsholdskarriere
Jørgensen har blandt andet været udtaget til Danmarks U/18-fodboldlandsholds samling i Tilst i slutningen af oktober 2015, men han har endnu sin kampdebut for et ungdomslandshold til gode.